# Virganana
Virganana är ett släkte av insekter. Virganana ingår i familjen dvärgstritar.
Kladogram enligt Catalogue of Life:
| Virganana | \| \| Virganana herbida \| \| \| \| \| \| Virganana maculata \| \| \| \| |
|           | \| \| Virganana herbida \| \| \| \| \| \| Virganana maculata \| \| \| \| |
|           | Virganana herbida                                                        |
|           |                                                                          |
|           | Virganana maculata                                                       |
|           |                                                                          |